# ジョー・ハント
ジョー・ハント（Joe Hunt, 1919年2月17日 - 1945年2月2日）は、アメリカ・カリフォルニア州サンフランシスコ出身の男子テニス選手。本名は Joseph Raphael Hunt （ジョセフ・ラファエル・ハント）といい、愛称の「ジョー・ハント」でよく知られている。第2次世界大戦の戦時中、1943年の全米選手権男子シングルス優勝者になったが、終戦直前の1945年2月2日にアメリカ海軍の軍役で戦死した。彼は身長183cm、体重75kgほどの大柄な体格で、強力なサービスとボレーを武器にした。

## 来歴
ハントの家族は裕福なテニス一家で、父親は1906年の「南カリフォルニアテニス選手権」で優勝し、ジョセフ・ラファエルの姉や弟もこの大会で活躍した。ジョセフは家族の中でも飛び抜けた才能を示し、「全米ジュニアテニス選手権」15歳の部・18歳の部を制し、トップ選手への道を歩み始める。彼は1936年から全米選手権に出場し始め、1938年に初めてのベスト8に入った。最初の準々決勝ではオーストラリアのジョン・ブロムウィッチに敗れたが、直前の4回戦で日本の山岸二郎を 3-6, 6-1, 6-1, 6-1 で破ったことがある。1939年・1940年の2年連続で、ハントは全米選手権の準決勝でボビー・リッグスに連敗した。
1939年、ハントは20歳で男子テニス国別対抗戦・デビスカップのアメリカ代表選手に選出された。この年のデビスカップ決勝は、第2次世界大戦勃発のただ中で行われた。9月2日-5日に行われたオーストラリアとの決勝戦で、先にボビー・リッグスとフランク・パーカーが第1・第2試合のシングルス戦を取ったが、第3試合のダブルス戦で、ハントとジャック・クレーマーのペアがオーストラリアのエイドリアン・クイストとジョン・ブロムウィッチ組に 7-5, 2-6, 5-7, 2-6 で敗れ、ここで流れが変わった。クイストがリッグスを第4試合で破り、決勝は最終第5試合にもつれたが、ここでパーカーがブロムウィッチに完敗したため、アメリカはオーストラリアに「2勝3敗」で逆転負けした。（第2次世界大戦の勃発は、ヒトラーがポーランド侵攻を開始した9月1日である。）結局、このダブルス戦がハントの唯一のデビスカップ出場となった。
第2次世界大戦の勃発により、デビスカップやウィンブルドン選手権などのテニス競技大会は開催中止となったが、全米選手権だけは戦時中も途切れることなく続行された。当時のアメリカ男子テニス界では、どの選手も軍務に就きながら全米選手権に参加した。ハントはアメリカ海軍でパイロットの仕事をしながら、1943年の全米選手権で男子シングルス決勝に初進出した。対戦相手は、ジュニア時代からの好敵手だったジャック・クレーマーであった。ハントは2歳年下のライバルを 6-3, 6-8, 10-8, 6-0 で倒し、全米選手権男子シングルス優勝者に名前を連ねた。
ところが、終戦の半年前にあたる1945年2月2日、ジョー・ハントはアメリカ海軍の航空機でフロリダ州デイトナビーチに向かう途中、飛行機の墜落事故で落命した。わずか25歳の短い生涯だった。事故の原因は、結局解明されなかった。ハントは戦死から21年後、1966年に国際テニス殿堂入りを果たしている。